# Alexander Procofieff De Seversky

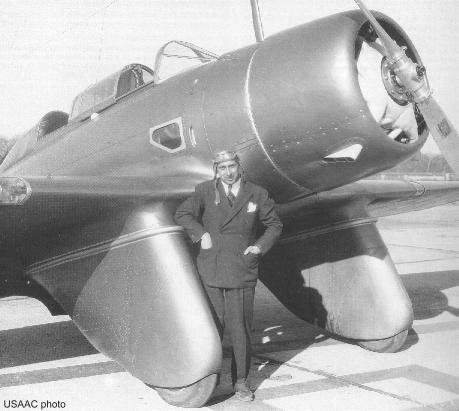
Alexander De Seversky vor einer SEV-3

Alexander Prokofieff De Seversky (* 7. Juni 1894 in Tiflis; † 24. August 1974 in New York City) war ein US-amerikanischer Luftfahrtingenieur russischer Herkunft.

## Leben
Er war der Sohn eines Varietékünstlers und hieß eigentlich Prokofieff-Seversky. Die Namensform „de Seversky“ wurde von ihm wahrscheinlich gewählt, um den Anschein einer aristokratischen Abstammung zu erwecken. Seine schulische und fliegerische Ausbildung erhielt er in der russischen Marine-Akademie in Sankt Petersburg und der Schule für Militärfliegerei in Sewastopol. Bei seinem ersten Einsatz im Ersten Weltkrieg in einem FBA-Flugboot explodierte bei der Landung eine der mitgeführten Bomben, wobei sein Begleiter ums Leben kam und er selbst ein Bein verlor. 
Nach seiner Genesung wurde er als Marine-Offizier mit der Überwachung des Baus von Marineflugzeugen des Konstrukteurs Grigorowitsch betraut. 1916 kehrte er in den aktiven Dienst zurück und flog Begleitschutz für Flugboote mit der Nieuport Scout. Während dieser Zeit schoss er vier deutsche Flugzeuge ab und erhielt hierfür den St. Georg Orden 4. Klasse verliehen.
Im März 1918 kam er als Leiter einer Gruppe von russischen Geschäftsleuten in die USA. Da in Russland mittlerweile zwei Revolutionen stattgefunden hatten, blieb er in den USA und wurde Testpilot und außerdem Assistent von Billy Mitchell.
1922 gründete er die Seversky Aero Corporation und produzierte das erste automatische Bombenvisier. Die Rechte hierfür verkaufte er für 50.000 US-Dollar an die US-amerikanische Regierung. 
1931 gründete er zusammen mit seinem Chefingenieur Alexander Kartweli die Seversky Aircraft Corporation in Long Island (New York). Er konstruierte viele verschiedene Flugzeuge, darunter auch die SEV-3 und die P-35. Im Oktober 1939 wurde das Unternehmen als Republic Aircraft ohne die Beteiligung von Seversky neu organisiert. Fairchild Hiller kaufte das Unternehmen im Jahr 1965. 
Serversky schrieb Bücher mit den Titeln America: Too Young to Die!, Air Power: Key to Survival und Victory Through Air Power, welches außerdem verfilmt wurde.
Seversky starb 1974 und wurde im Woodlawn Cemetery beerdigt.